# 장동초등학교 (대전)
장동초등학교는 대한민국 대전광역시 대덕구에 있는 공립 초등학교이다.

## 학교 연혁
- 1966년 9월 1일 : 와동국민학교 장동분실

## 참고 자료
- 장동초등학교 - 한국교육학술정보원 학교알리미